# Psilocymbium
Psilocymbium és un gènere d'aranyes araneomorfes de la subfamília Erigoninae, dins de la família Linyphiidae. Es poden trobar a Sud-amèrica.
Fou descrit per primera vegada per Alfred Frank Millidgel'any 1991.
És sinònim del gènere Gilvonanus Millidge, 1991

## Llista d'espècies
Segons The World Spider Catalog 12.0:
- Psilocymbium acanthodes Miller, 2007 – Argentina
- Psilocymbium antonina Rodrigues & Ott, 2010 – Brasil
- Psilocymbium defloccatum (Keyserling, 1886) – Perú
- Psilocymbium incertum Millidge, 1991 – Colòmbia
- Psilocymbium lineatum (Millidge, 1991) – Brasil, Argentina
- Psilocymbium pilifrons Millidge, 1991 – Colòmbia
- Psilocymbium tuberosum Millidge, 1991 (Espècie tipus) – Brasil